# Feldmoching-Hasenbergl
Feldmoching-Hasenbergl, Stadtbezirk 24 Feldmoching-Hasenbergl – 24. okręg administracyjny Monachium, w Niemczech, w kraju związkowym Bawaria. W 2013 roku okręg zamieszkiwało 59 391 mieszkańców.